# USS 길리엄 (APA-57)
USS 길리엄 (APA-57), 오리건주의 길리엄군의 이름을 따서 명명된 이 함선은 제2차 세계 대전 중 미국 해군에서 복무한 공격 수송선의 동급 네임쉽이다.

## 건조 및 취역
길리엄은 1944년 3월 28일 해양위원회 계약에 따라 캘리포니아주 로스앤젤레스의 윌밍턴에 있는 Consolidated Steel사에서 진수되었으며, 윌밍턴의 A. O. 윌리엄스 부인이 명명자가 되었다. 미 해군은 1944년 7월 31일 길리엄을 인수하여 1944년 8월 1일 취역시켰다.

## 작전 역사

### 제2차 세계 대전
신형 공격 수송선의 첫 함선인 길리엄은 1944년 10월 16일 샌프란시스코만을 떠나 뉴기니섬의 오로만으로 미국 육군 병력 750명을 싣고 11월 4일 그 항구에 도착했다. 약 1000명의 미국 제11공수사단 병력을 승선시킨 길리엄은 일주일 후 출항하여 레이테섬에 승객들을 하선시킨 후 11월 22일 뉴기니의 요스 수다르소만으로 돌아왔다. 길리엄은 11월 29일 다시 출항하여 레이테만으로 항해하여 제6미국육군 본부 병력을 승선시켜 링가옌만으로 수송하라는 명령을 받았다.

#### 대규모 공습
길리엄은 1944년 12월 5일 필리핀으로 향하는 36척의 호송 함대의 일부였다. 그날 함대는 레이테만에서 100 마일 (160 km) 떨어진 지점에서 대규모 공습을 받았다. 12시 18분 길리엄은 함대 중앙을 향해 해수면 높이로 낮게 접근하는 비행기를 발견했다. 제한된 사격을 받으며 일본 비행기는 2분 후 어뢰를 발사하여 SS Antoine Saugrain을 명중시켰다. 12시 30분 직후 두 대의 비행기가 더 낮고 빠르게 접근하여 한 대는 피해를 입은 화물선에 또 다른 어뢰를 명중시켰고, 그 배는 표류하게 되었다.
함대의 맹렬한 사격으로 비행기들은 쫓겨났지만, 그날 오후 늦게 15시 30분에 또 다른 일본 항공기가 급강하하여 맹렬한 사격을 받은 후 SS Marcus Daly에 자살 공격을 가했다. 일본군은 함수 수선부를 명중시켜 화재와 폭발을 일으켰다. 두 번째 가미카제는 운을 시험했지만 실패하고 함대 포수들의 거듭된 명중탄에 맞아 바다에 추락했다.
앙투안 소그레인과 마커스 데일리는 신속한 손상 통제로 떠 있었지만, 전자는 다음 날 예인 중 다시 공격을 받아 마침내 침몰했다. 이 교전 동안 길리엄의 흔들림 없는 승조원들은 거의 12시간 동안 전투배치에 임했으며, 함선은 12월 6일 손상 없이 레이테섬에 도착했다.

#### 루손 침공
레이테섬에서 길리엄은 손상된 전함 승조원들을 위한 접수함 역할을 했으며, 계속되는 공습 경보에도 불구하고 의료 및 인양 작업을 수행했다. 타클로반에서 500명 이상의 병력을 승선시킨 길리엄은 1945년 1월 7일 그 항구를 떠나 침공을 지원하기 위해 링가옌만으로 병력을 수송했다. 그녀는 1월 14일 레이테섬으로 돌아와 미국 제32보병사단의 일부 병력을 승선시키고 1월 27일 안전하게 링가옌만으로 다시 데려왔다.

#### 오키나와 침공
레이테섬으로 향하는 부상자들을 싣기 위해 길리엄은 2월 2일 그 항구를 떠나 과달카날섬에서 미국 해병대의 제3상륙군단 해병들을 승선시키고 다가오는 오키나와섬 침공에 대비한 훈련을 실시했다.
길리엄은 4월 1일 오키나와섬에 접근하여 가미카제 공격에 직면하여 제3상륙군단의 수색정찰 부대를 상륙시키고 중요한 화물을 하역했다. 4월 5일 그녀는 사이판과 진주만을 거쳐 미국으로 항해하여 4월 27일 샌프란시스코에 정박하여 드라이독 수리를 받았다.
이후 길리엄은 캘리포니아주 포트 후에네메에서 제6공병지원대대 병력을 승선시키고 1945년 5월 28일 에니웨톡 환초와 울리시 환초를 거쳐 오키나와섬으로 항해했다. 그녀는 오키나와섬에서 화물과 승객을 하역한 후 다시 샌프란시스코로 향했다.

### 적대 행위 종료 후
길리엄은 8월 10일 샌프란시스코로 돌아왔고, 그곳에서 거의 1,000명의 병력을 태우고 8월 27일 진주만으로 데려왔다. 하와이주에서 제5상륙군단 본부 및 서비스 대대 병력이 탑승했으며, 길리엄은 9월 1일 일본 사세보시로 출항하여 3주 후 점령군을 상륙시켰다.
1945년 9월 25일 그녀는 마닐라로 출항했고, 링가옌만에서 미국 제33보병사단의 베테랑 450명 이상을 승선시킨 후 10월 15일 사세보시에 도착했다.

#### 매직 카펫 작전
10월 29일 필리핀의 세부섬으로 돌아온 후, 그녀는 매직 카펫 작전 함대의 일부가 되어 11월 2일 1,000명의 선원과 병사를 태우고 1945년 11월 21일 포틀랜드 (오리건주)에 하선시켰다.

### 크로스로드 작전

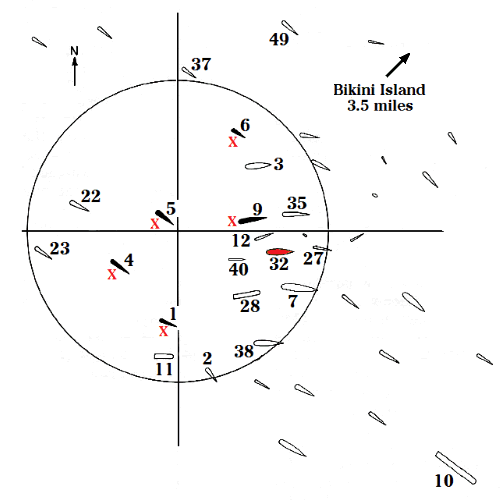
Able 폭발 중심 부근에 있는 길리엄(5) 지도.

사마르섬으로의 항해 후, 길리엄은 1946년 2월 16일 진주만에 정박하여 1946년 여름 비키니 환초에서의 원자폭탄 시험에 참여할 준비를 했다. 1946년 7월 1일 아침, 에이블 테스트의 표적함이었던 길리엄은 폭발에 의해 처음으로 피격되어 비키니 라군에서 심하게 손상된 채 빠르게 침몰했다. 그녀는 1946년 7월 5일 퇴역했고, 1946년 7월 20일 해군 등록부에서 삭제되었다.

### 훈장
- 아시아-태평양 전역 메달 3개의 전투성장
- 제2차 세계 대전 승리 메달
- 해군 점령 복무 메달 (2회 수상)

길리엄은 제2차 세계 대전 복무로 3개의 전투성장과 일본 점령 기간 중 활약으로 2개의 해군 점령 복무 메달을 받았다.